# Deggenhausertal
Deggenhausertal település Németországban, azon belül Baden-Württembergben. Lakosainak száma 4435 fő (2023. december 31.).

## Népesség
A település népessége az elmúlt években az alábbi módon változott:
| Lakosok száma | 2807 | 2907 | 2907 | 3070 | 3227 | 3696 | 4008 | 4198 | 4061 | 4435 |
|               | 1961 | 1967 | 1974 | 1980 | 1987 | 1993 | 2000 | 2006 | 2013 | 2023 |

## Testvértelepülések
- Császártöltés